# Kinder Morgan
Kinder Morgan — американская нефтегазовая компания. Штаб-квартира находится в Хьюстоне, штат Техас. Осуществляет обслуживание сети газо- и нефтепроводов общей протяжённостью 137 тыс. км и 143 терминалов. В списке крупнейших компаний мира Forbes Global 2000 за 2022 год заняла 467-е место (751-е по размеру выручки, 1053-е по чистой прибыли, 562-е по активам и 384-е по рыночной капитализации).

## История
Компания была основана Ричардом Киндером в 1997 году. До этого он был президентом энергетической компании Enron, когда он не получил пост главного исполнительного директора, приобрёл за 40 млн долларов дочернюю компанию Enron Liquids Pipeline, занимавшуюся трубопроводами. В 1999 году была поглощена компания KN Energy. В 2005 году была куплена канадская компания Terasen (за 5,6 млрд долларов). В феврале 2011 года Kinder Morgan провела размещение своих акций на Нью-Йоркской фондовой бирже, на вырученные средства была куплена El Paso Corporation, что сделало Kinder Morgan крупнейшей газопроводной компанией США. В декабре 2013 года была куплена компания American Petroleum Tankers, владеющая пятью танкерами. В 2017 году было проведено размещение акций канадского филиала на фондовой бирже Торонто; Kinder Morgan сохранила за собой 30 % акций.

## Деятельность
Основные подразделения по состоянию на 2021 год:
- Газопроводы — сеть трубопроводов для транспортировки природного газа в США, а также газохранилища; выручка 11,7 млрд долларов.
- Нефтепроводы — сеть трубопроводов для транспортировки нефти и нефтепродуктов; выручка 2,2 млрд долларов.
- Терминалы — хранилища для нефти, нефтепродуктов, металлов, руды и другого сырья; выручка 1,7 млрд долларов.
- Углекислый газ — производство и продажа углекислого газа, применяемого для третичного метода нефтедобычи; выручка 1,0 млрд долларов.

Деятельность в основном сосредоточена в США, но есть несколько дочерних компаний в Бразилии и Мексике.